# Kapell (Surberg)
Kapell ist ein Gemeindeteil der Gemeinde Surberg im Landkreis Traunstein.
Der Weiler liegt im Osten des Gemeindegebiets auf der Gemarkung Lauter etwa eineinhalb Kilometer östlich vom Dorf Lauter und gut zwei Kilometer nordöstlich von Surberg. Bei der Volkszählung 1987 wurden 29 Einwohner in acht Wohngebäuden festgestellt.